# Дом призрения душевнобольных императора Александра III
Дом призрения душевнобольных императора Александра III — памятник архитектуры, комплекс зданий в ведении современной Городской психиатрической больницы № 3 имени И. И. Скворцова-Степанова. Расположен в Приморском районе Санкт-Петербурга, современный адрес — Фермское шоссе, 36.

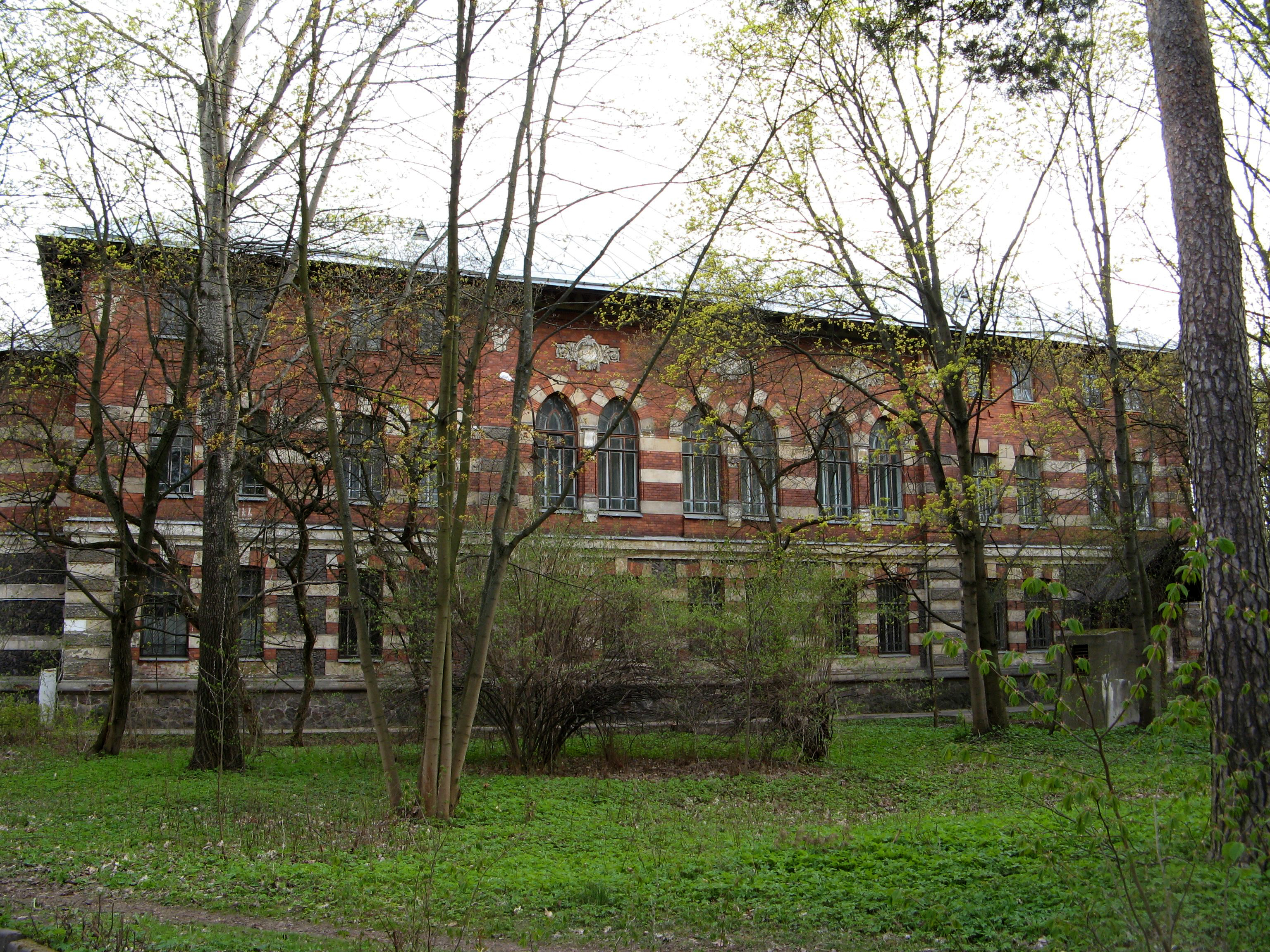
Пансионерский корпус

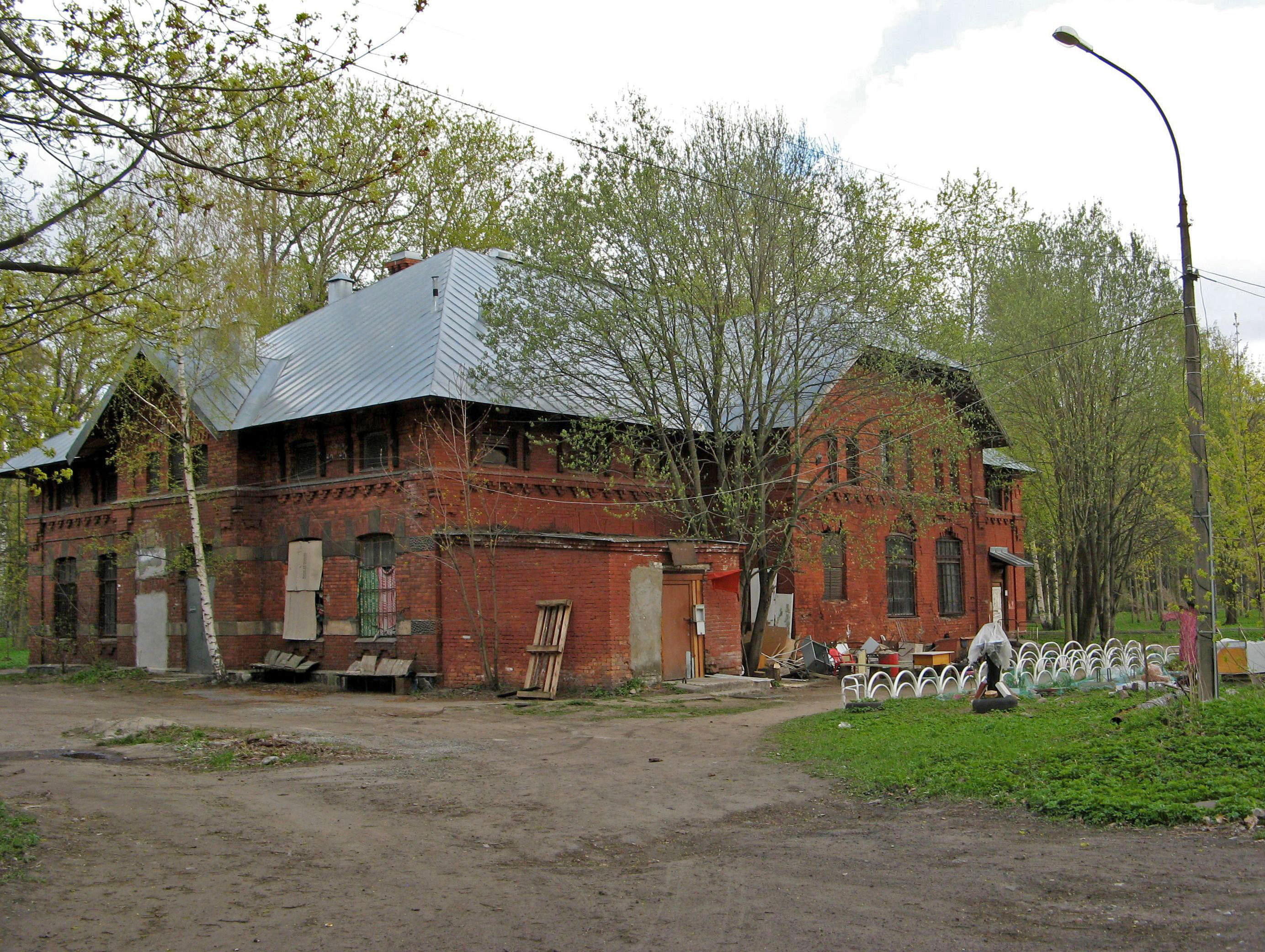
Центральная прачечная

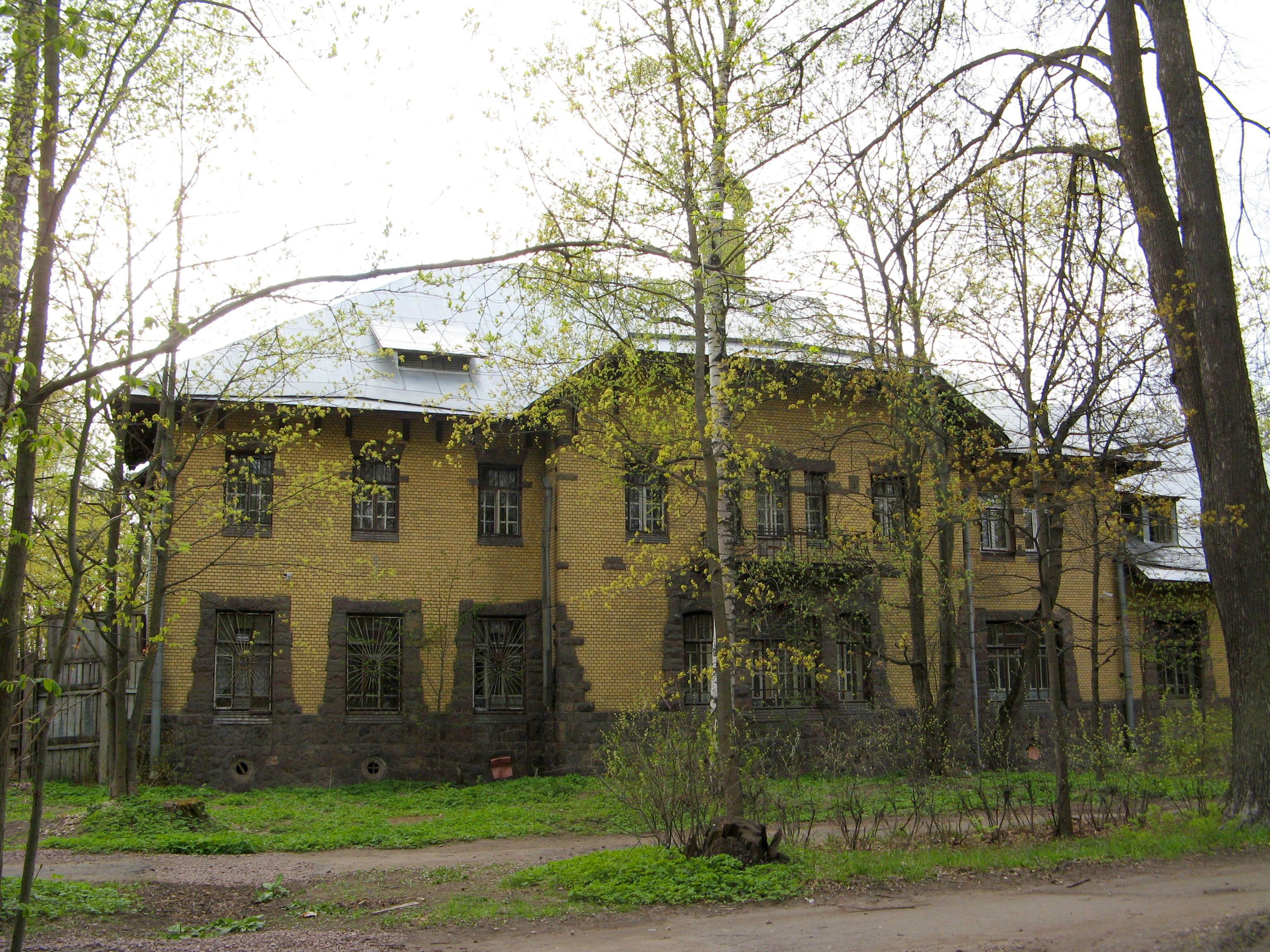
Мужской корпус для беспокойных больных

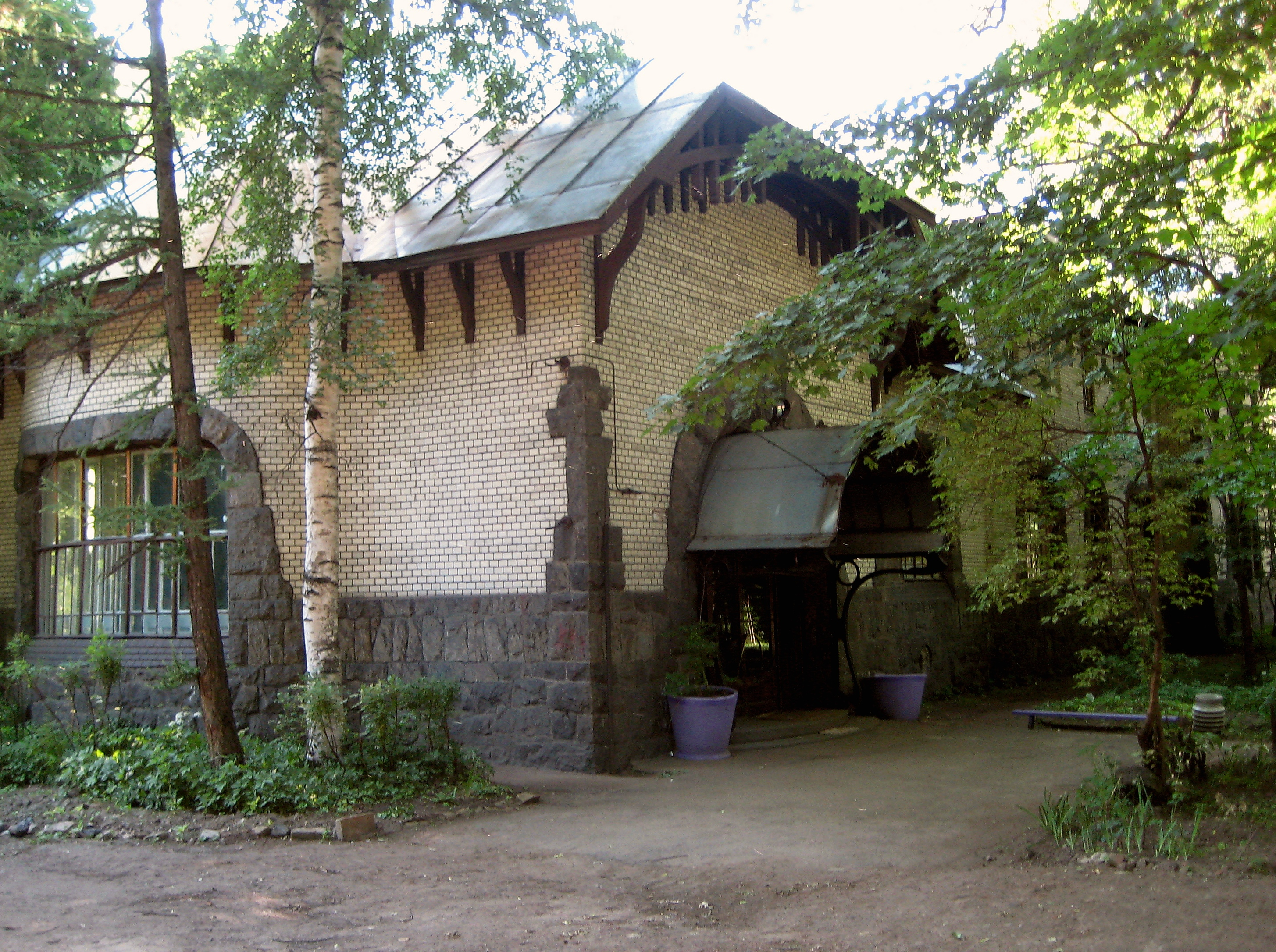
Женский корпус для беспокойных больных

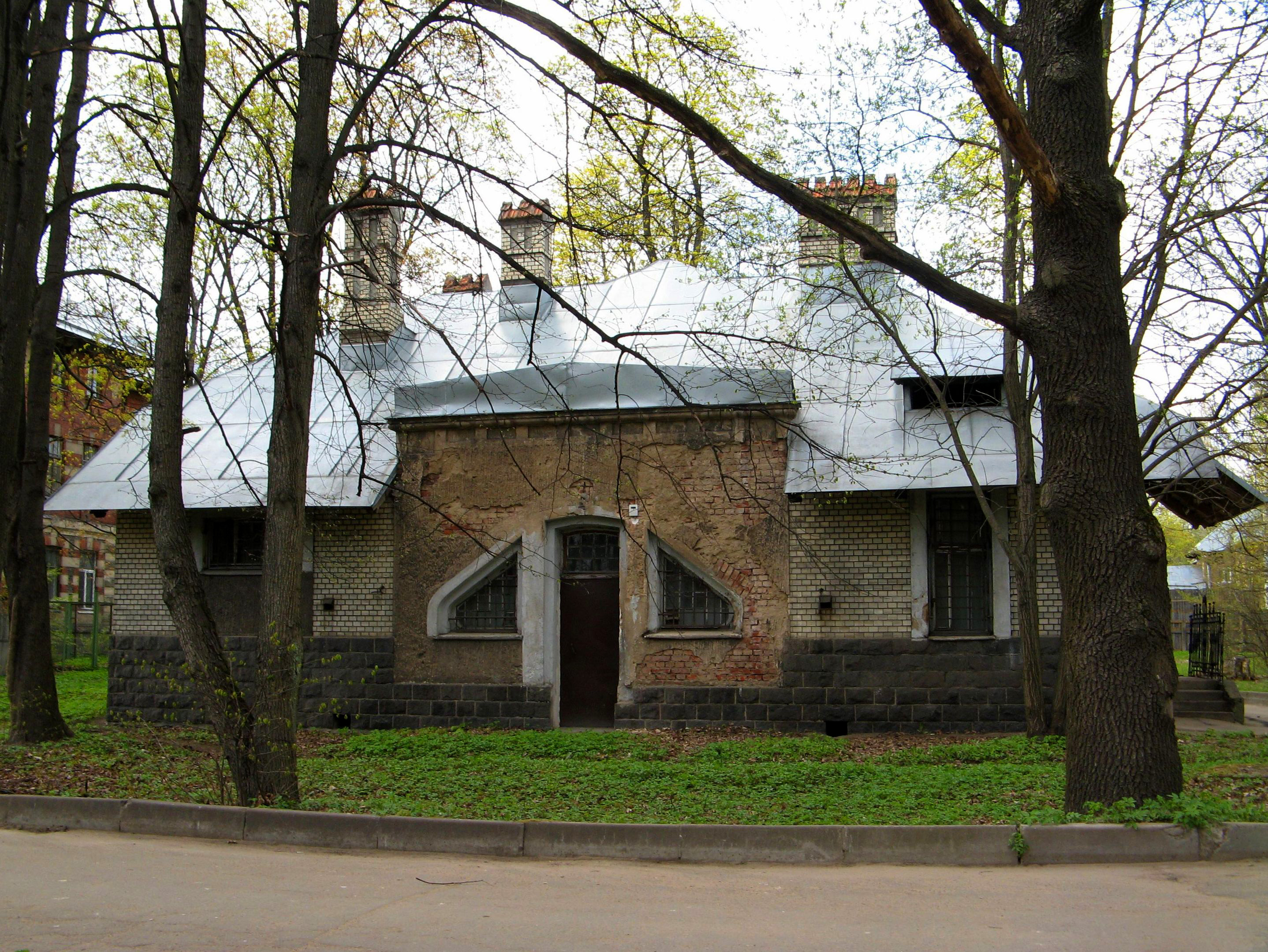
Индивидуальный павильон

Первые строения комплекса приюта были построены в Удельном парке в 1870 году по проектам И. В. Штрома (получавшего консультации психиатров П. А. Дюкова и О. А. Чечотта), освящение зданий состоялось 23 октября 1871 года. Комплекс состоял из павильонов, расположенных регулярно-симметрично в регулярном же парке, по главной оси между лечебными корпусами располагались крестообразная в плане церковь с шатром, здание администрации, кухня и баня. Здания были деревянными, павильоны были двухэтажными и одноэтажными с мезонинами, их украшала пропильная резьба. Изначальный комплекс сохранился лишь фрагментарно.
В дальнейшем комплекс расширялся, в нём появились новые деревянные и каменные строения, собственная электростанция и водонапорная башня (позднее Люцедарский участвовал в реконструкции последних двух строений). Работы велись по проектам П. И. Балинского, Х. Э. Неслера, Е. С. Бикарюкова. В 1895 году у больницы открылся памятник основателю приюта Александру III работы А. Е. Баумана.
Г. И. Люцедарский был первым архитектором, использовавшим стиль модерн в петербургском больничном строительстве. Первым его значительным опытом в этой сфере стало здание лазарета Женского благотворительного института принцессы Терезии Ольденбургской.
В 1899—1900 году Люцедарский построил одноэтажные центральную прачечную, кухню и трёхэтажный пансионерский корпус для женщин на 60 человек, в котором были палаты, кабинеты, комнаты персонала, гостиная, столовая и театральный зал. Здание Т-образное в плане с дополнительными выступами, в цилиндрических объёмах на торцах крыльев расположены лестничные клетки. Использован красный кирпич и горизонтальные светлые полосы штукатурки на уровне 2-3 этажей. Цоколь сложен из крупных камней со светлой расшивкой, нижний ярус облицован гранитной щепой разных оттенков, над ним идёт тяга. Окна визуально соединены с горизонтальными полосами рустами, оштукатуренными замковыми камнями и угловыми клиньями перемычек. У центральной группы окон и входного портала стрельчатая форма. Мебель корпуса была отделана белым полированным клёном. Кухня и прачечная перекликаются видом с пансионерским корпусом: также использована кирпичная кладка с рельефными поясками и штукатурными полосами. У прачечной сделаны ризалиты с различными щипцами — треугольными, трапециевидными, срезанными полувальмами.
В 1903—1904 годах Люцедарский построил однотипные, Г-образные в плане и зеркально стоящие друг относительно друга, одно-двухэтажные мужской и женский корпуса для беспокойных больных. Согласно Б. М. Кирикову, эти корпуса — одни из самых ярких произведений петербургского модерна. Они обращены друг к другу одноэтажными частями, двухэтажные объёмы скомпонованы по-разному: у южного фасада примерно посередине сделан ризалит с трапециевидным верхом и тройным окном, а также с балконом, на северном ризалит смещён на край. Каменная облицовка на стенах сделана иррегулярно, вне границ членений. Южный корпус выложен жёлтым отделочным кирпичом (сочетающимся с красно-коричневым гранитом), северный — белым (с использованием серого камня). Цоколи высокие, созданы рядами грубо отёсанных блоков. Окна первого этажа обрамлены цепочками рустов, сверху иногда закруглённых, книзу расширяющихся. Углы на высоту окон облицованы каменными плитами разной ширины. На втором этаже сделаны надоконные каменные перемычки. При этом в иррегулярности гранитной облицовки есть рациональная экономия: было возможно подбирать размеры плит в зависимости от того, какой отделки требовал тот или иной кусок материала. Входные порталы расположены в одноэтажных частях зданий, двери широкие, с гранитными арками, с остеклённым вырезанным в деревянных полотнах кругом и зонтиками над входами. Фигурные кронштейны крыш контрастно выделяются на фоне светлой облицовки, высокие дымовые трубы декорированы выкладкой под скрепляющую конструкцию, откосы окон покрывает черепица, в вестибюлях сохранились витражи и деревянные отделка.
С использованием сочетания гранитного цоколя и стен из белого кирпича, декорированных труб, сильно вынесенной на кобылках кровли, с разнообразными окнами, Люцедарский построил также индивидуальный павильон.